# Пик страха
«Пусть снежит» (англ. Let It Snow) или Пик страха — американский фильм-триллер с элементами ужасов снятый в ко-продукции США, Украины и Испании. Режиссёром фильма выступил Станислав Капралов. Главные роли в ленте сыграли Иванна Сахно, Алекс Хафнер и Тинатин Далакишвили.
Релиз фильма впервые состоялся 26 августа 2020 года в рамках внеконкурсной программы «Специальные события» международного кинофестиваля Molodist. Впоследствии лента появилась на домашнем видео 22 сентября 2020 в США (дистрибьютор Lionsgate) а также вышла в украинский кинопрокат 28 января 2021 в Украине (дистрибьютор VLG.FILM).

## Сюжет
Молодая пара сноубордистов Мия и Макс, любящие свободное спуск с горы, едут отдыхать к заснеженным горам живописной Грузии. Кажется, что в почти пустой гостинице их ожидает только красота, спокойствие и наслаждение. Но тихое место на самом деле скрывает жуткую тайну, благодаря которой эти места так спокойны и безлюдны.
Администратор отеля предупреждает молодых людей о некоторых нюансах отдыха и просит их не отъезжать от отеля далеко и не пользоваться некоторыми горными трассами для сноубординга. К сожалению, молодая пара не прислушалась к советам и теперь столкнувшись с ужасом, что существует в горах, единственное что им остается это попытаться выжить в заснеженной глуши.

## В ролях
- Иванна Сахно — Мия
- Алекс Хафнер — Макс
- Тинатин Далакишвили — Лали
- Мариам Сулакадзе — девушка
- Гия Джапаридзе — старый

## Украинский дубляж
В 2021 году на студии Tretyakoff Production/Cinema Sound Production было создано украиноязычное дублирование ленты по заказу кинодистрибьютора VLG.FILM.

## Релиз
Релиз фильма впервые состоялся 26 августа 2020 года в рамках внеконкурсной программы «Специальные события» международного кинофестиваля Molodist.
Впоследствии лента появилась на домашнем видео 22 сентября 2020 года в США (дистрибьютор Lionsgate), а также вышла в украинский кинопрокат 28 января 2021 года в Украине (дистрибьютор VLG.FILM).